# Центр міста (Вроцлав)
Центр міста - колишній місцевий уряд та адміністративний район Вроцлава, заснований 12 лютого 1952 року, його функції в значній мірі взяло на себе Муніципальне управління новоствореного муніципалітету Вроцлава 8 березня 1990 року. Назва Śródmieście використовується для статистичних цілей і функцій в уряді та спеціальних адміністративних органах, напр. ЗОЗ, податкова, прокуратура, міліція та ін. Площа колишнього району Центрстановить 16 км² і за даними ЦСУ на 31 грудня 2019 року в ньому проживало 105 967 осіб  . Зараз у цьому районі відбувається процес дезурбанізації, тобто депопуляції. За три переписи кількість жителів зменшилася з 131 тис. до 131 тис. у 1988 році 118 тис у 2011 році менше 100 тис. у 2021 році .
Центр знаходиться навпроти Старого міста Вроцлава, на правому березі річки Одер. Західна частина району лежить між Одером і Старою Одрою, охоплюючи найстарішу частину міста — Острув Тумський, а також житловий масив Олбін (і відділені від нього Надодже і Площа Грюнвальдзкі ). Східна частина Центру— це Великий Острів із такими житловими масивами: Заціше, Сєпольно, Залісся, Біскупін.

## Парки
Центр має багато парків, у тому числі парк Сташиця, Слов'янський парк, Щитницький парк або парк Св. Едіти Штайн.

## Орієнтири

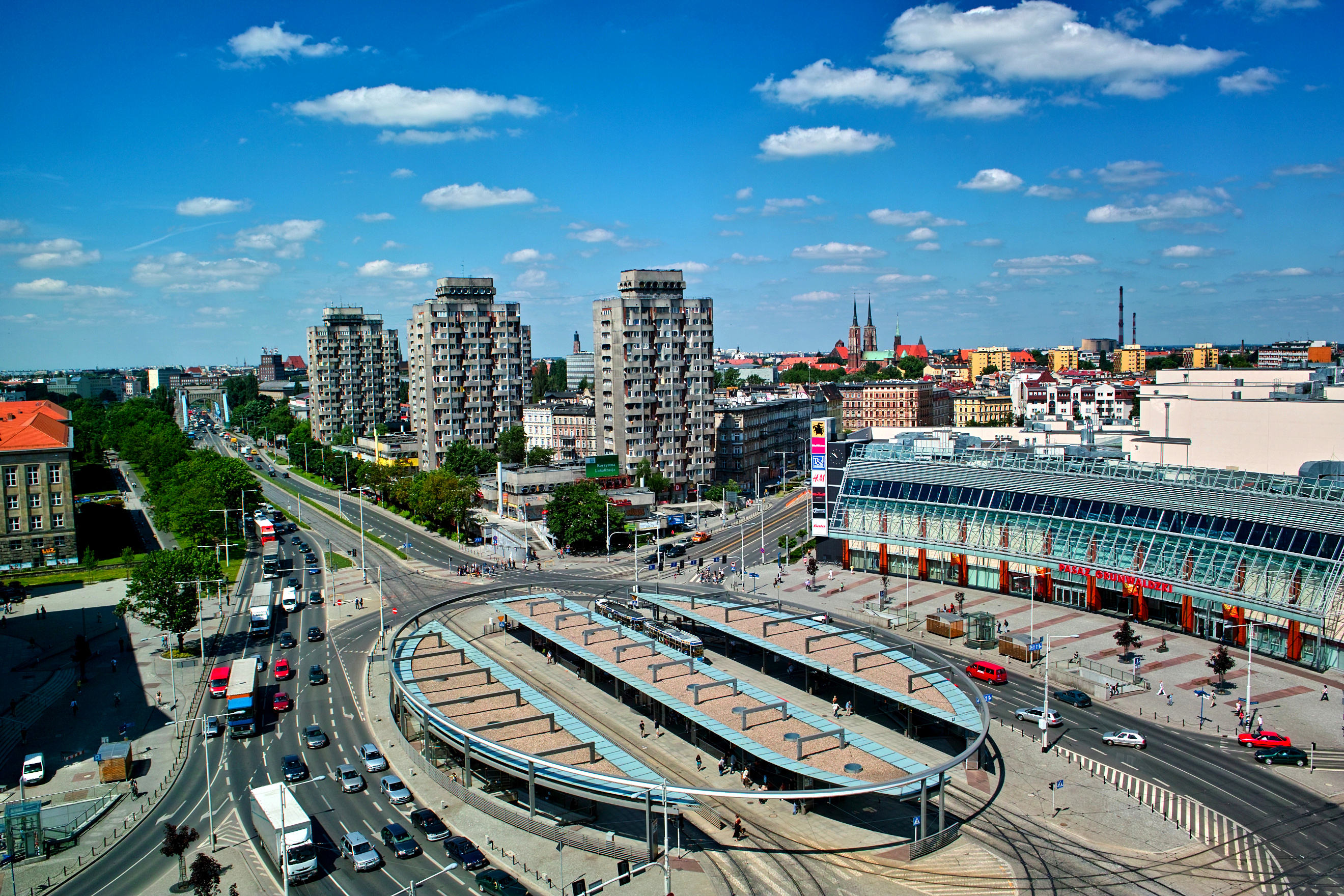
Грюнвальдська площа

У Центрі розташовано багато визначних пам’яток, зокрема Тумський острів, де розташований собор, церква Св. Михайла Архангела з його характерним чорним шпилем, Зал Століття та сусідній Японський сад, а також знаменитий Вроцлавський зоопарк . У районі також розташований торговий центр Pasaż Grunwaldzki . Ботанічний сад Вроцлава також розташований у Середмістя.

## Транспорт
На півночі Центр межує залізницею, із залізничною станцією Надодже . У районі є великий вузол громадського транспорту на Plac Grunwaldzki, розташованому всередині кільцевої розв'язки Рональда Рейгана.

## Дивись також
- Райони Вроцлава

## Виноски
1. ↑  Wyniki badań bieżących - Baza Demografia - Główny Urząd Statystyczny. demografia.stat.gov.pl. Процитовано 20 травня 2020.
2. ↑  We Wrocławiu po raz pierwszy od 30 lat wzrosła liczba mieszkańców. Są jednak części miasta, które się wyludniają. wroclaw.wyborcza.pl. 6 жовтня 2022.